# Liste der Brücken in Berlin/H

## Erläuterung
- (Musterbrücke) = in Klammern gesetzt: namenlose Brücken.
- Musterbrücke = kursiv gesetzt: ehemalige Brücken. (Siehe ausführlich: Aufbau der Listen)

| Foto | Name der Brücke                              | Ortsteil                    | Anmerkungen | Lage   |
| --- | -------------------------------------------- | --------------------------- | --- | ------ |
| | Halenseestraßenbrücken, auch Halenseebrücken | Grunewald, Halensee         | Unter diesem Namen werden mehrere Brücken verstanden: Das zweiteilige Bauwerk, das beiderseits parallel zur A 100 verläuft, führt die Halenseestraße über die Bahngleise. Der östliche Brückenteil wurde im Jahr 1961 fertiggestellt, er ist 67 m lang und 17 m breit. Der westliche Brückenteil ist 59 m lang und 15 m breit und wurde erst im Jahr 1967 eingeweiht. Beide Teile sind Spannbetonbauwerke. Beide Halenseestraßenbrücken haben Bürgersteige sowie jeweils auf einer Seite ein Stahlgeländer. Im Jahr 2005 wurden sie umfassend saniert. Andererseits ist es eine Eisenbahnbrücke, die über die Halenseestraße mit den Zu- und Abfahrten der Autobahn führt (unteres Bild). An den Sanierungsarbeiten beteiligt war unter anderem die Firma Gregull und Spang. | Karten |
| | Hallesche-Tor-Brücke                         | Kreuzberg                   | Die Hallesche-Tor-Brücke am Kanalkilometer 6,1 quert den Landwehrkanal am U-Bahnhof Hallesches Tor. Als Straßenbrücke verbindet sie die Uferstraßen Hallesches Ufer und Tempelhofer Ufer/Waterloo-Ufer und als Fußgängerbrücke den Mehringplatz mit dem Blücherplatz. Die steinerne Bogenbrücke wurde 1874 bis 1876 anstelle einer ersten Holzbrücke von 1705 über den damaligen Schafgraben nach Plänen von Heinrich Strack erbaut. Vier allegorische Marmorfiguren schmückten die Brückenköpfe: Flussschifffahrt von Otto Geyer, Fischfang von Julius Moser, Gewerbefleiß von Eduard Lürssen und Fruchthandel (oder Marktverkehr) von Friedrich Reusch. Die Brücke hieß seit ihrer Fertigstellung 1878 Belle-Alliance-Brücke. Sie wurde 1945 schwer beschädigt, 1953 nach ihrem Wiederaufbau (vorübergehend) in Mehringbrücke umbenannt. 1974 erhielt sie die heutige Bezeichnung und erinnert damit an das frühere Hallesche Tor. Zwei Brückenskulpturen konnten 1989 wieder aufgestellt werden, zwei (Gewerbefleiß und Fruchthandel) sind nicht erhalten.           | Karten |
| Bild gesucht Die Wikipedia wünscht sich an dieser Stelle ein Bild. Weitere Infos zum Motiv findest du vielleicht auf der Diskussionsseite . Falls du dabei helfen möchtest, erklärt die Anleitung , wie das geht. | Hämmerlingstraße/Bahnbrücke                  | Köpenick                    | Diese Brücke führt je zwei Gleispaare der S-Bahn und der Regionalbahn über die sich hier verengende Hämmerlingstraße. Sie ist etwa 50 m lang. Nördlich parallel zu den Gleisen verläuft schräg über die Hämmerlingstraße ein Fußgängersteg. | Karten |
| Hannemannbrücke 1906 | Hannemannbrücke                              | Lankwitz                    | Die Hannemannbrücke führt den Straßenzug Stinde-/Eleonorenstraße am Stadtpark Steglitz über den Teltowkanal. Die ursprüngliche Brücke (siehe oberes Foto), erbaut zwischen 1910 und 1915, war eine Fachwerkkonstruktion aus Stahl. Sie wurde im April 1945 zerstört. Das Bauwerk trägt den Namen Adolf Hannemanns (1851–1936), Kämmerer des Kreises Teltow und langjähriger Mitarbeiter Ernst von Stubenrauchs. Nach Kriegszerstörungen wurde das Bauwerk in der heutigen Form 1955/56 als stählerne Balkenbrücke errichtet. | Karten |
| | Hansabrücke                                  | Moabit                      | Die Hansabrücke ist eine Straßenbrücke zur Überquerung der Spree am Kilometer 11,53 der Spree-Oder-Wasserstraße. Das heutige dritte Bauwerk dieses Namens hat seinen Ursprung in einer 1892 privat gebauten hölzernen Jochbrücke und steht mit den integrierten Resten des Vorgängerbauwerks und einem Brunnen in der Umgebung unter Denkmalschutz. | Karten |
| | (Hardenbergstraßenbrücke)                    | Charlottenburg              | Das Bauwerk wurde 1882 zunächst für vier Gleise der Berliner Stadtbahn errichtet. In den Jahren 1935 bis 1940 wurde die Brücke auf sechs Gleise über die nun sechsspurige Hardenbergstraße erweitert. Einer Länge von zirka 70 Metern steht eine Breite von etwa 50 Metern gegenüber. Direkt an das nordöstliche Ende der Brücke schließt sich der Bahnhof Zoo an. | Karten |
| | Hasensprungbrücke                            | Grunewald                   | Die Hasensprungbrücke ist eine Fußgängerbrücke über den Verbindungsgraben zwischen Dianasee und Koenigssee. | Karten |
| Im Hintergrund ein Teil der Hauptstraßenbrücke | Hauptstraßenbrücke                           | Friedrichshain              | Die Hauptstraßenbrücke führt die Berliner Ringbahn über die Hauptstraße, die am nördlichen Ende des Markgrafendamms beginnt und 2015–2018 vierstreifig ausgebaut wurde. | Karten |
| | Havelbrücke                                  | Spandau                     | Die Eisenbahnbrücke wurde beim Bau des Bahnhofs Berlin-Spandau und beim Ausbau der Schnellfahrstrecke Hannover–Berlin 1998 nach einem Entwurf von Schlaich Bergermann und Partner errichtet und ersetzt die vorherige Fachwerkbrücke der Berlin-Hamburger Bahn. Über drei Felder führt sie insgesamt sieben Gleise (darunter zwei S-Bahn-Gleise) über die Havel. Auf der Nordseite schließt sich ein Fußgängersteg an, der den Stabholzgarten mit dem Stresow verbindet. Der Fußgängerübergang war nach 1998 Anlass für längere Streitigkeiten, da er wegen zahlreicher bürokratischer und technischer Schwierigkeiten erst zehn Jahre später (2008) gebaut werden konnte. Ende der 90er Jahre gab es vorübergehend noch Pläne, auf der Südseite eine Querung für die Magnetschnellbahn Berlin–Hamburg anzuschließen. | Karten |
| Hebammenbrücke von der Pankeseite aus | Hebammenbrücke                               | Französisch Buchholz        | Die Hebammensteigbrücke ist eine mehr als 100 Meter lange Fußgänger- und Radfahrerbrücke, die zwischen Blankenburg und Französisch Buchholz über die A 114 und die Panke führt. Sie stellt eine Ost-West-Verbindung zwischen der Wohnsiedlung in Karow und der Ferdinand-Buisson-Straße her und ist zwei Meter breit. An etwa dieser Stelle überquerte schon 1770 eine Brücke zwischen den zwei Gemeinden das damals breitere (weil sumpfiges) Fließtal der Panke. Der Name ergab sich, da die Ortsverbindung von den Buchholzer Hebammen für Geburtshilfen in Blankenburg genutzt wurde. | Karten |
| | Heerstraßenbrücke                            | Westend                     | Die Heerstraßenbrücke führt die Heerstraße über die Spandauer Vorortbahn. Direkt an der Heerstraßenbrücke befindet sich der S-Bahnhof Heerstraße. | Karten |
| | Heesestraßenbrücke                           | Biesdorf                    | 1953 angelegte gemauerte Unterbogenbrücke, die die Heesestraße an der Wuhleblase über den Fluss Wuhle führt und mit der Heerstraße in Kaulsdorf verbindet. | Karten |
| | Hellersdorfer Brücke                         | Hellersdorf                 | Die aus zwei hintereinander angeordneten Konstruktionen bestehende Brücke führt die Eisenacher Straße über die Neue Wuhle (oberes Bild) und das westlich parallel verlaufende Bett der alten Wuhle (unteres Bild). Der östliche Brückenteil ist 24 Meter lang und etwa 9,30 Meter breit und enthält beidseitig Fußwege. Der westliche Bereich ist etwa 7,5 Meter lang und genauso breit. Die Brückenbauwerke wurden 1968 bzw. 1979 errichtet. Ein Ersatzneubau soll Ende 2025 beginnen. Dabei wird der Verlauf der Wuhle geringfügig verlegt und die Brücke um knapp 9 m verbreitert. | Karten |
| | Herkulesbrücke                               | Tiergarten                  | Die Herkulesbrücke ist der dritte Bau an dieser Stelle. Sie überspannt den Landwehrkanal am Bauhaus-Archiv. Sie verbindet das Lützowufer mit der Corneliusstraße/Von-der-Heydt-Straße. 1850 wurde die erste Konstruktion als Moritzhof-Brücke gebaut, später Albrechtshofbrücke genannt. 1891 entstand eine neue massive Gewölbebrücke, die den Namen Herkulesbrücke erhielt. Die beiden schmückenden Herkulesfiguren wurden 1787 von Johann Gottfried Schadow entworfen und standen vorher an der ehemaligen Herkulesbrücke am Hackeschen Markt. Herkules im Kampf mit dem Nemëischen Löwen (ausgeführt von Conrad Nicolas Boy (1753–1793)) befindet sich heute im Lapidarium Köllnischer Park, Herkules im Kampf mit dem Kentauren (ausgeführt von Schadow selbst) ist seit der Zerstörung der Brücke im Zweiten Weltkrieg verschollen. Zwei Sandsteinkopien von 1792 stehen bis heute am Eingang zum Schlosspark Steinhöfel. 1950 entstand der Ostteil der heutigen Brücke als schmucklose Stahlbeton-Bogen-, der Westteil 1962/64 als Plattenbrücke aus Spannbeton. | Karten |
| | Hermannbrücke                                | Neukölln                    | Die Hermannbrücke führt die Hermannstraße am S-Bahnhof Hermannstraße über die Berliner Ringbahn. | Karten |
| | Hermann-Ganswindt-Brücke                     | Schöneberg                  | Die Hermann-Ganswindt-Brücke führt den Vorarlberger Damm über die Stadtautobahn A 100. Die Brücke ist nach dem Erfinder und Raketenpionier Hermann Ganswindt benannt. | Karten |
| | Hermann-Gladenbeck-Brücke                    | Johannisthal                | Die Hermann-Gladenbeck-Brücke ist eine 2003 gebaute Straßenbrücke über die A113 unmittelbar am Teltowkanal. Sie führt die Stubenrauchstraße von der Massantebrücke aus Rudow kommend über die neue Autobahn nach Johannisthal. Benannt wurde sie nach dem Bildgießer Hermann Gladenbeck. | Karten |
| Brückenschild | Hermann-Maass-Brücke                         | Moabit                      | Die Hermann-Maass-Brücke ist die mittlere der drei parallel verlaufenden Brücken über den nur etwa 250 Meter langen Westhafen-Verbindungskanal zwischen dem Berlin-Spandauer Schifffahrtskanal und dem Westhafen. Benannt wurde die Brücke nach Hermann Maaß, einem deutschen Gewerkschafter, Publizisten, sozialdemokratischer Politiker und Widerstandskämpfer des 20. Juli 1944. Die Brücke wurde in den Jahren 2011/2012 durch die Firma Krebs und Kiefer im Auftrag des Senats von Berlin grundinstandgesetzt. | Karten |
| | Hertabrücke                                  | Neukölln                    | Die Straßenbrücke führt die Ilsestraße zwischen den S-Bahnhöfen Neukölln und Hermannstraße über die Ringbahn und verbindet die Silbersteinstraße mit den Wohngebieten am Körnerpark. Die Stahlelementbrücke wurde 1912 erbaut. | Karten |
| | Heubuder Brücke                              | Gesundbrunnen               | In Höhe der Heubuder Straße führt diese Fußgängerbrücke den Pankewanderweg über den Fluss Panke. Das 1995 fertiggestellte Bauwerk wird durch außen liegende hölzerne Sprengewerke mit eingehängter Durchlaufkonstruktion gebildet. Die Sprengewerke tragen über Hängestangen verbundene Auflagerbalken für das trogförmige Brückentragwerk. Dieses besteht aus über fünf Felder laufende Träger mit quer liegenden aufgeschraubten Holzbohlen als Gehfläche. Neoprene-Kissen bilden die Lager. Die Brücke ist etwa 21 m lang und 4,13 m breit. | Karten |
| | Hilde-Archenhold-Brücke                      | Adlershof                   | Die 78 m lange Brücke für Fußgänger und Radfahrer führt über das Adlergestell und die Bahnanlagen der Bahnstrecke Berlin–Görlitz und verbindet die Ortsteile Adlershof und Johannisthal. Die erste Leichtmetallbrücke Berlins besteht aus reinem Aluminium und wurde am 18. November 2024 eröffnet. Sie wurde nach der Tochter des Astronomen Friedrich Simon Archenhold benannt, die im Konzentrationslager Theresienstadt ums Leben kam. | Karten |
| | Hinckeldeybrücke                             | Charlottenburg-Nord         | Bau von 1971–75, der die Vorgängerbrücke aus dem Jahr 1952 ersetzte. Die Brücke führt die Bundesautobahn 111 über den Berlin-Spandauer Schifffahrtskanal (Hohenzollernkanal) und den Saatwinkler Damm. Die Gesamtlänge der Brücke beträgt 115 Meter, bei Stützweiten von 65 und 47 Metern. Die Breite beträgt 35,5 Meter. Die Eröffnung fand am 29. Mai 1974 statt, die endgültige Fertigstellung im September 1975. Benannt nach Karl Ludwig Friedrich von Hinckeldey. | Karten |
| | Hiroshimasteg                                | Tiergarten                  | Der Fußgängersteg, bis Oktober 1990 hieß er Graf-Spee-Brücke, führt über den Landwehrkanal und verbindet östlich des Bauhaus-Archivs das Reichpietschufer mit dem Lützowufer. Die stählerne Zweigelenkbogenkonstruktion, entworfen von Klaus Theo Brenner und Benedict Tonon, stammt aus dem Jahr 1987 und lehnt sich in ihrer Gestaltung an den ersten schmiedeeisernen Steg von 1834 an, der im Zweiten Weltkrieg zerstört wurde. | Karten |
| | Hobrechtbrücke                               | Kreuzberg                   | Die Hobrechtbrücke wurde zwischen 1899 und 1900 nach Plänen von Ludwig Hoffmann, zunächst unter dem Namen Grünauer Brücke, errichtet und verbindet die Bezirke Neukölln und Kreuzberg im Straßenzug Friedelstraße/Ohlauer Straße über den Landwehrkanal. Sie verbindet zudem die beiden Uferstraßen Maybachufer und Paul-Lincke-Ufer. 1954/55 wurde diese Brücke durch einen Neubau aus Beton mit einfachem Eisengeländer ersetzt. Die Brücke trägt den Namen des Stadtplaners James Hobrecht, der u. a. zwischen 1891 und 1896 den Urbanhafen als ersten größeren städtischen Hafen im Landwehrkanal anlegen ließ. | Karten |
| | Hobrechtsfelder Brücke                       | Buch                        | Die Hobrechtsfelder Brücke führt die Hobrechtsfelder Chaussee über den Lietzengraben. | Karten |
| | (Hochbahnbrücke U1)                          | Kreuzberg                   | Die Hochbahnbrücke für die U-Bahn-Linie 1 überquert im schrägen Verlauf die Eisenbahnbrücke der früheren Anhalter Bahn, eine Uferstraße und den Landwehrkanal. | Karten |
| | (Hochbahnbrücke U1 (Straße))                 | Kreuzberg                   | Die Brücke der U-Bahn an der Ecke Oranienstraße, Skalitzer Straße, Wienerstraße im Jahr 1900. | Karten |
| | Hochstraßenbrücke                            | Gesundbrunnen               | Sie führt die Hochstraße schräg über Gleisanlagen im Bereich des Humboldthains. Ihre Länge beträgt ca. 62 m; die Fahrbahnen sind längs versetzt. | Karten |
| | Hochwegbrücke                                | Pankow                      | Die Hochwegbrücke ist eine Fußgängerbrücke im Bürgerpark Pankow. | Karten |
| | Hohe Brücke                                  | Charlottenburg              | Die Hohe Brücke ist eine Fußgängerbrücke im Schloßpark Charlottenburg. | Karten |
| | Hohe Brücke                                  | Rahnsdorf                   | Die Hohe Brücke führt den Straßenzug Biberpelzstraße–Im Haselwinkel über den Kanal von der Müggelspree zum Hubertussee. Sie ist ungefähr zehn Meter lang und 5,50 m breit. | Karten |
| | Hohenlohebrücke                              | Friedrichshain              | siehe Modersohnbrücke |        |
| | Hohenschönhausener Rhinstraßenbrücke         | Alt-Hohenschönhausen        | Die Brücke führt die Rhinstraße nördlich der Landsberger Allee über die Trasse der stillgelegten Industriebahn Tegel–Friedrichsfelde. Über die ca. 21 Meter lange und 25 Meter breite Brücke führt außerdem eine Straßenbahnstrecke. | Karten |
| | Hohenzollerndamm-Brücke                      | Schmargendorf / Wilmersdorf | Die Hohenzollerndammbrücke führt den Hohenzollerndamm über die Ringbahn und die Stadtautobahn A100. Von der Brücke bestehen direkt Zugänge zum S-Bahnhof Hohenzollerndamm. | Karten |
| | Hoppendorfer Brücke                          | Köpenick                    | Das Bauwerk ist eine 1953 angelegte gemauerte Unterbogenbrücke, die die Hoppendorfer Straße über den Fluss Wuhle führt. Sie ist 10 m lang und etwa 9 m breit. | Karten |
| | Hoher Bogen                                  | Wilmersdorf / Schmargendorf | Der Hohe Bogen ist eine Fußgängerbrücke zwischen der Rudolstädter Straße und der Grünanlage am Stadion Wilmersdorf über die Ringbahn und die Stadtautobahn A100. | Karten |
| | (Hönower Weg/Zobtener Straße, Bahnbrücke)    | Rummelsburg                 | Die namenlose Eisenfachwerk-Brücke führt Bahnanlagen über die S-Bahn-Station Betriebsbahnhof Rummelsburg und tangiert die Gabelung Hönower Weg/Zobtener Straße. Die Brücke ist 102 Meter lang und 7,50 Meter breit. | Karten |
| | Hubertusbrücke                               | Wannsee                     | Die Hubertusbrücke führt den Stölpchenweg über den Griebnitzkanal. | Karten |
| | Hugo-Heimann-Brücke                          | Gesundbrunnen               | Die Hugo-Heimann-Brücke führt den Straßenzug Kühnemannstraße–Nordbahnstraße über die Panke. Die Brücke ist nach dem Verleger und SPD-Politiker Hugo Heimann benannt. | Karten |
| | Hugo-Preuß-Brücke                            | Moabit                      | Im Jahr 1928 erfolgte eine Namensänderung der neu gebauten Alsenbrücke. Namensgeber war der Staatsrechtlers Hugo Preuss (1860–1925). Zwischen 1933 und 1945 hieß sie Admiral-Speer-Brücke. Nach Kriegszerstörung musste das Bauwerk abgerissen werden. Die Brückenführung wurde amtlich als Humboldthafenbrücke (9123) geführt und am 23. August 2004 erfolgte die Benennung der Trasse als Hugo-Preuß-Brücke (9134). Im Jahr 2005 wurde an der früheren Stelle die Querung des Schifffahrtskanals zum Humboldthafen wieder befahrbar. | Karten |
| | Humboldthafen-Brücke                         | Moabit                      | Die Humboldthafenbrücke ist ein Eisenbahnüberführungsbauwerk, das östlich vom Berliner Hauptbahnhof den Humboldthafen überspannt. Das Bauwerk ist die längste Brückenkonstruktion der Berliner Stadtbahntrasse. Im Zusammenhang mit dem Bau des Hauptbahnhofs wurde ein vorheriges gleichnamiges Bauwerk beseitigt (unteres Bild). Die neue Humboldthafenbrücke wurde 2008 mit dem Deutschen Brückenbaupreis ausgezeichnet. | Karten |
| | Humboldtsteg                                 | Gesundbrunnen               | Der Steg ist eine Fußgängerbrücke über die Gleisanlagen der Nordsüd-S-Bahn, hoch aufgeständert. Er reicht von der Hochstraße direkt in den Humboldthain. Er ist ca. 71 Meter lang und 3,90 Meter breit. | Karten |